# 西方ヶ岳
西方ヶ岳（さいほうがたけ）は、福井県敦賀市と三方郡美浜町の境に位置する標高764.1 mの山である。

## 概略
西方ヶ岳は、若狭湾に沈み込むことでリアス式海岸を生み出し敦賀湾を形作っている敦賀半島のほぼ中ほどにあり、北の蠑螺ヶ岳とともに半島の主稜を構成する。野坂岳、岩籠山とともに敦賀三山を構成する。西方ヶ岳の標高は、764.1 mととりたてて言うほど高いというわけではないものの、海から直接立ち上がっていることも相まって、実際の標高以上に高く聳え立つように見える。日本海からの季節風の影響を受け、冬季は積雪がある。近畿百名山にも選定されている。

## 歴史
- 山名の由来として3つあり[3]、1つ目は阿弥陀三尊のおられる西方浄土に見立てたという説、2つ目は敦賀湾の東沿岸は現在でも東浦の地名があるが、それに対し西浦の山の意味という説、3つ目は敦賀半島は古くから朝鮮からの渡来人が住み着いたと言われ、山上より西方の祖国を懐かしみ望んだということで西望岳と言われ、西方ヶ岳となったという説がある。
- 西方ヶ岳のある敦賀半島周辺は円墳がみられ、また麓の菅浜から馬背峠には須恵器などが多数出土し、古代から開かれた土地であった。さらに白城神社（白木地区）、信露貴彦神社（沓見地区）といった名称から、朝鮮の新羅との深い関係が伺われる[3]。

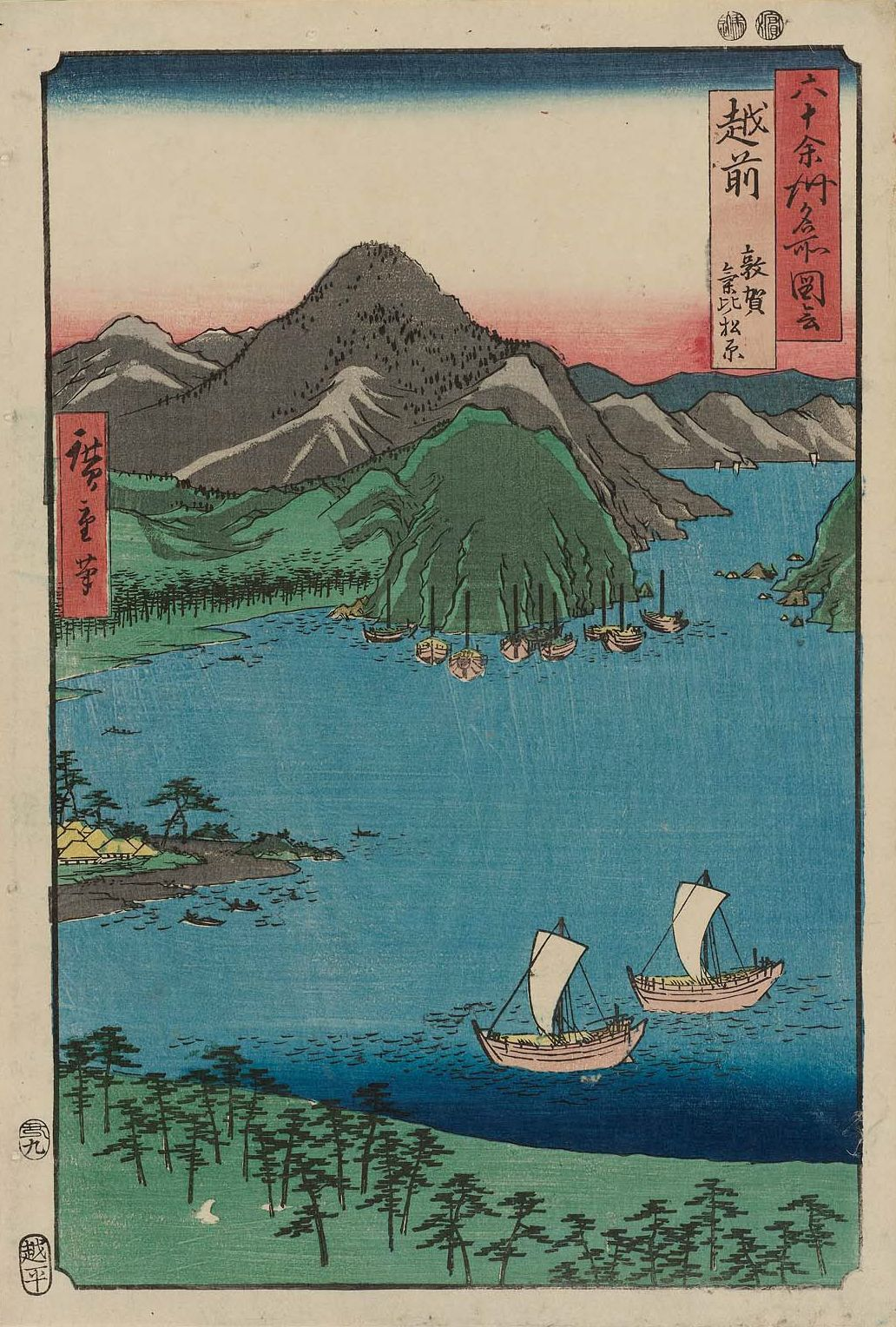
歌川広重　気比松原（背後の山が西方ヶ岳）

- 歌川広重　気比松原（背後の山が西方ヶ岳）歌川広重の「六十余州名所図会」の「越前　敦賀気比松原」には、敦賀湾に入る北前船の背後に大きくそびえる西方ヶ岳が描かれている[4]。
- 中腹の標高500 m付近に立つオーム岩は、江戸時代には「言葉石」と呼ばれており、25 m手前に離れた特定の場所（聞く石、呼び石という）からオーム岩に向かって声を掛けると反響し、近くで答えているように聞こえる[5]。橘南谿の紀行文『東遊記』には、宝暦年間（1751-1764年）に発見され、小浜藩主も遊覧に来るほどであったと伝わっている[1]。「常宮のオウム岩」として、1959年（昭和34年）10月5日に敦賀市の名勝にも指定されている[6]。

## 山岳利用
西方ヶ岳の山容は、花崗岩の風化の影響を受けて山肌が白くなっており、見る者にアルペンの様な印象を与え、登山者にはロッククライミングをしているかのような気分も味わわせてくれる。
登山口へは常宮神社の北側の小道を山手に向かう。約30分で奥の院展望台と呼ばれる大岩があり山麓を見渡すことができる。さらにそこから少し先には奥の院への脇道がある。巨大な岩が集まった箇所で、常宮神社の奥の院となっており、巨岩の間に十一面観音を祀った祠がある、若越八十八ヶ所の64番札所となっている。登山口から約1時間で銀命水という水が湧き出している場所がある。昔からここの水は「不老長寿の水」と呼ばれており、岩の間から流れている少量の水は、山頂まで水場がないこともあって、多くの登山者に貴重な水場として扱われているという。さらに進むとオーム岩となるが、登山道には至る所にこのような巨大な岩が見られる。常宮から2-3時間で西方ヶ岳山頂に着く。
山頂には、二等三角点（基準点名「西方ケ岳」）と小さい山小屋が設置されている。山頂から少し脇道に入ると大きな岩場があり、そこから眺めると、足下には水島が横たわり、東から北にかけて、敦賀市の街並みや敦賀湾、越前海岸の海岸線、能郷白山などの嶺北、奥越方面の山々や遠く白山連峰が、西には梅丈岳（常神半島）や三方五湖、久須夜ヶ岳（内外海半島）などの若狭湾の景色のみならず、はるかに丹後半島が、南には野坂山地の山々は勿論の事、琵琶湖や鈴鹿の山並も望むことができる。
さらに、北進し蠑螺ヶ岳方面へ行くと、かもしか台と呼ばれる岩場がある。ここは、1956年（昭和31年）の県民体育大会の山岳部門の競技のために敦賀山の会が登山道を整備中にニホンカモシカを見かけた場所である。少し先には、尼池という池があり、初夏には白いミズバショウが咲いていることもある。西方ヶ岳から蠑螺ヶ岳までは約1時間の所要であり、さらに蠑螺ヶ岳から1時間半の長い下りを経て、浦底へ至る。

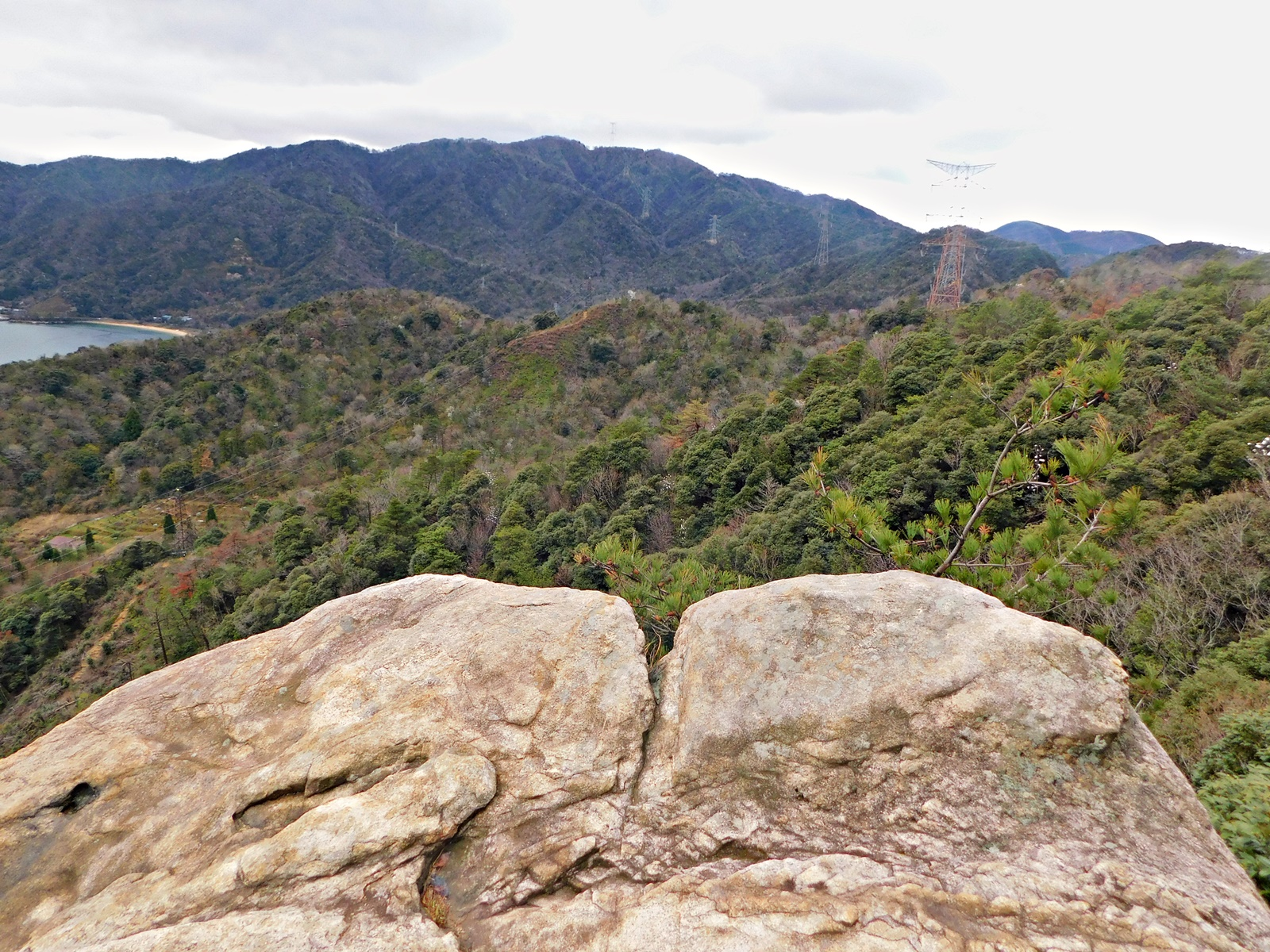
奥の院展望台
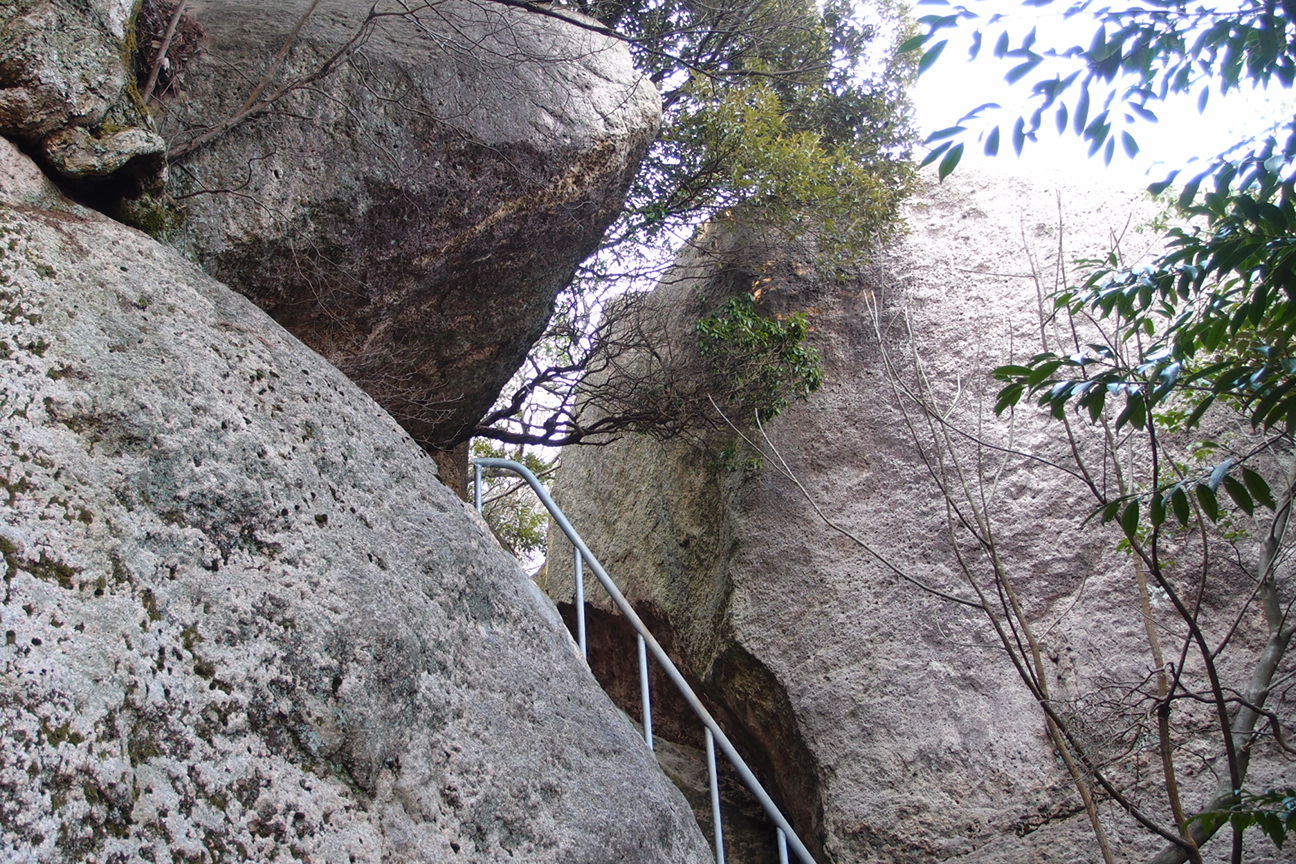
奥の院、階段上がると祠がある。
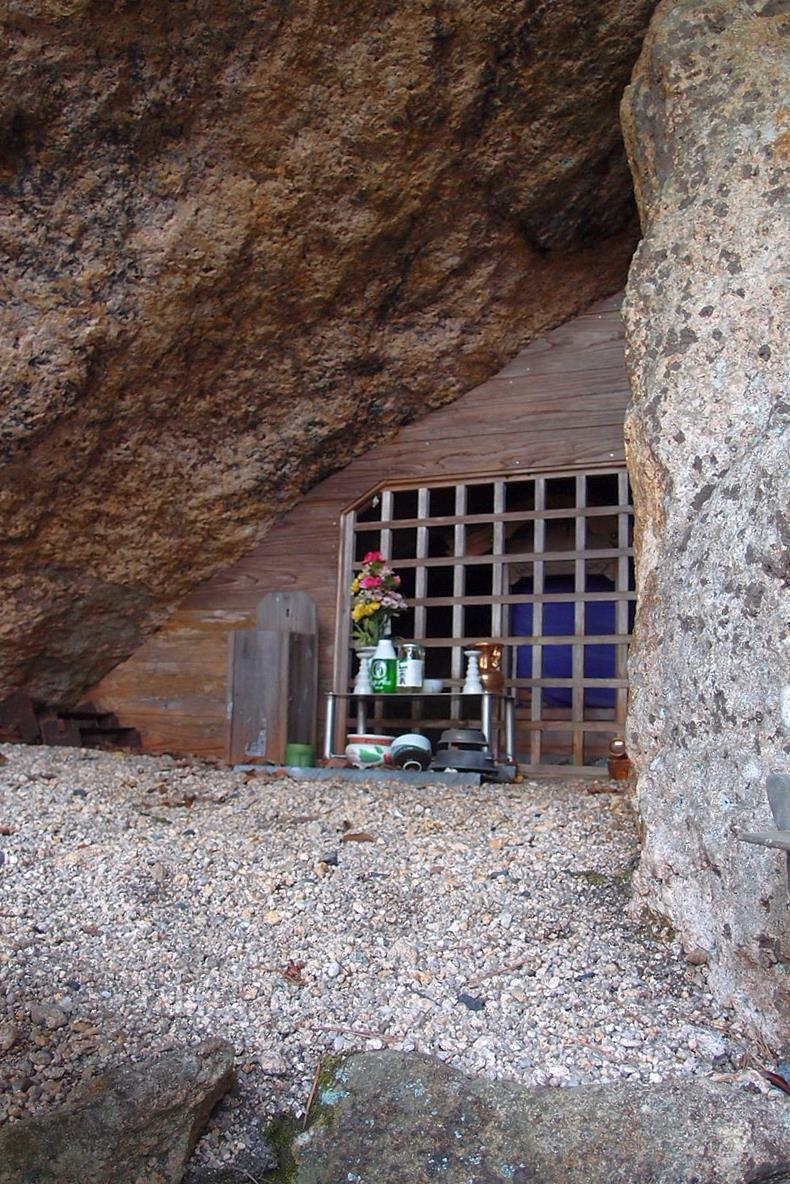
奥の院の祠
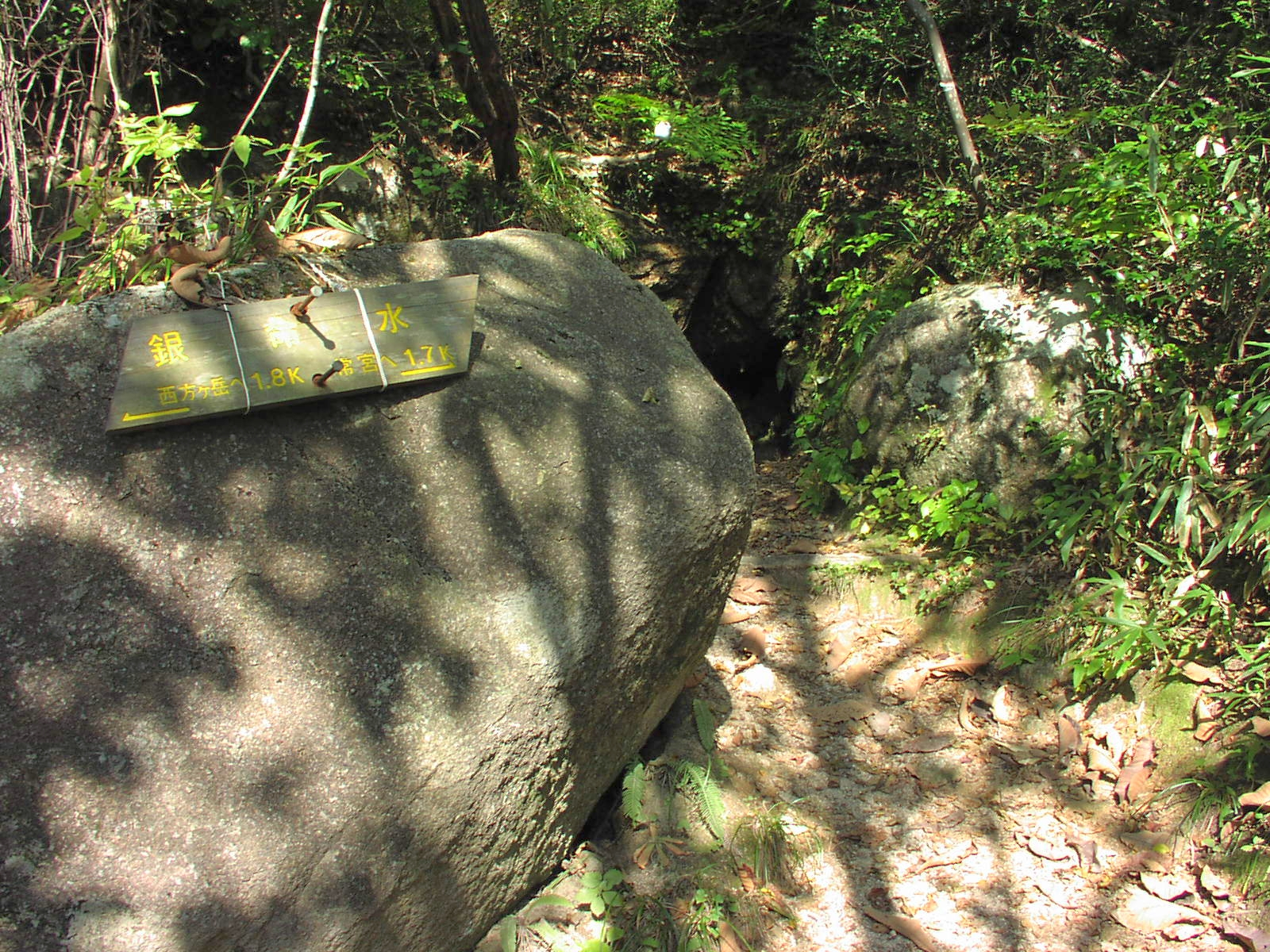
銀命水
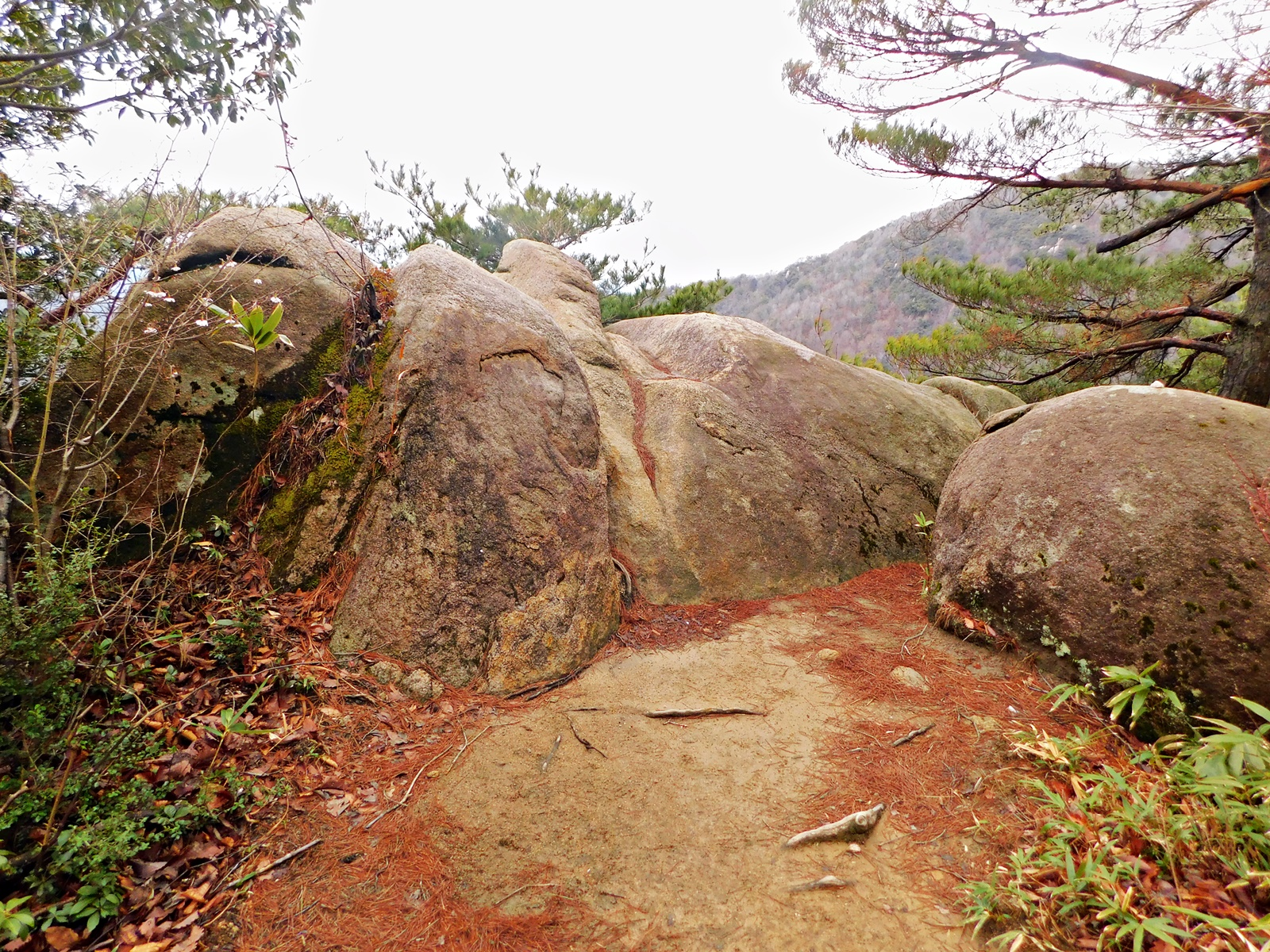
オウム岩
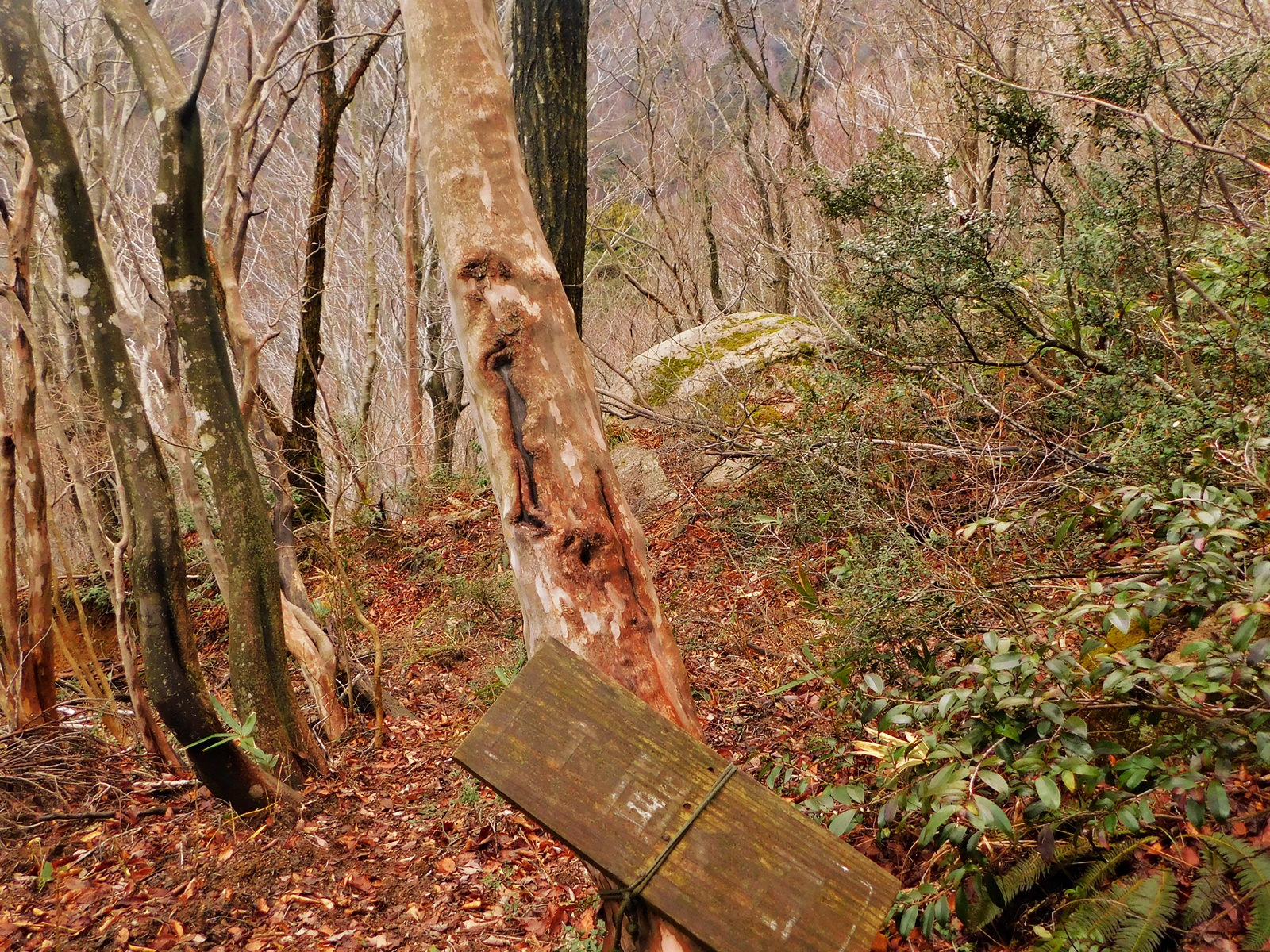
聞く石(オウム岩に呼びかける場所)
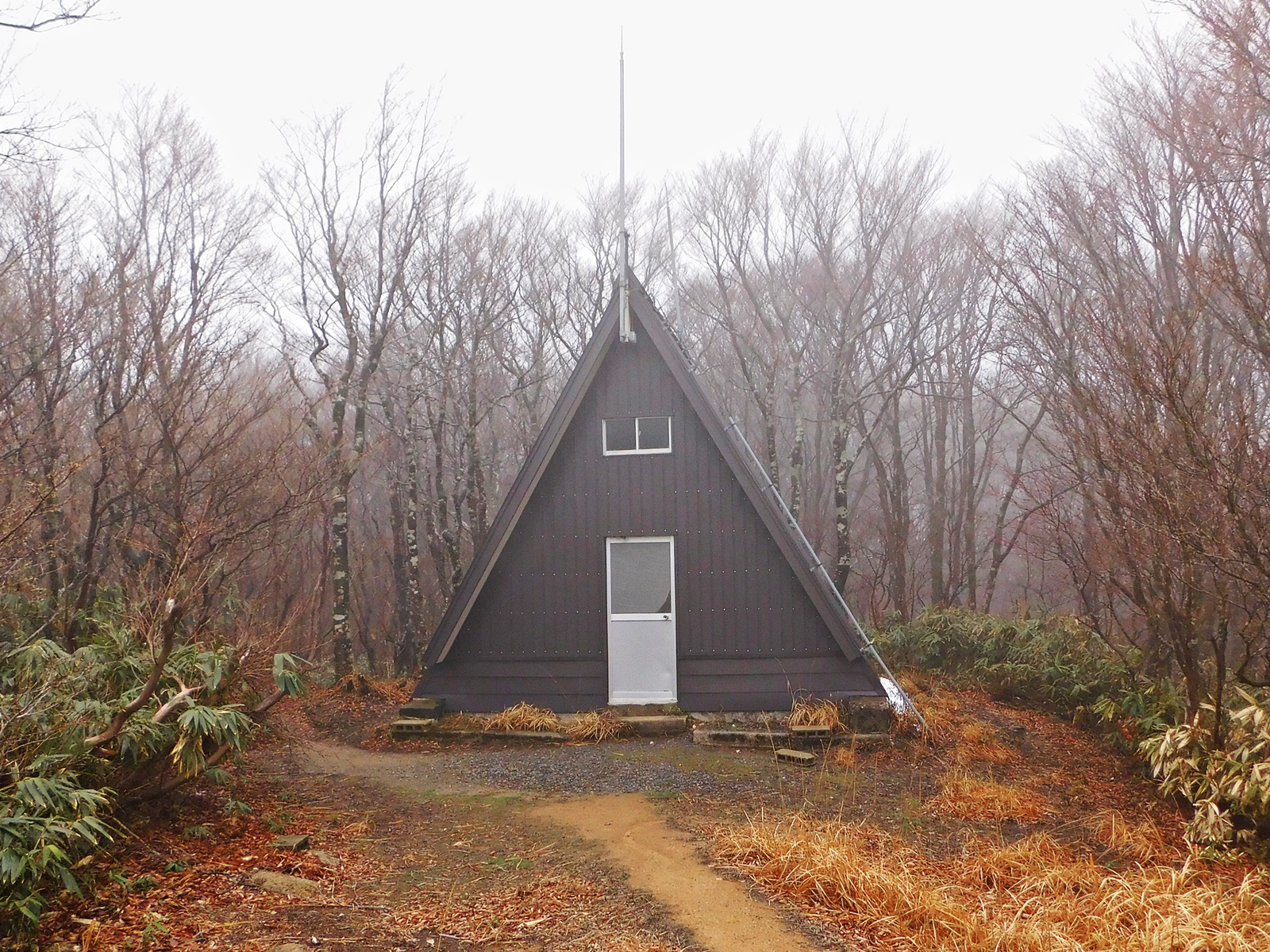
山頂の山小屋
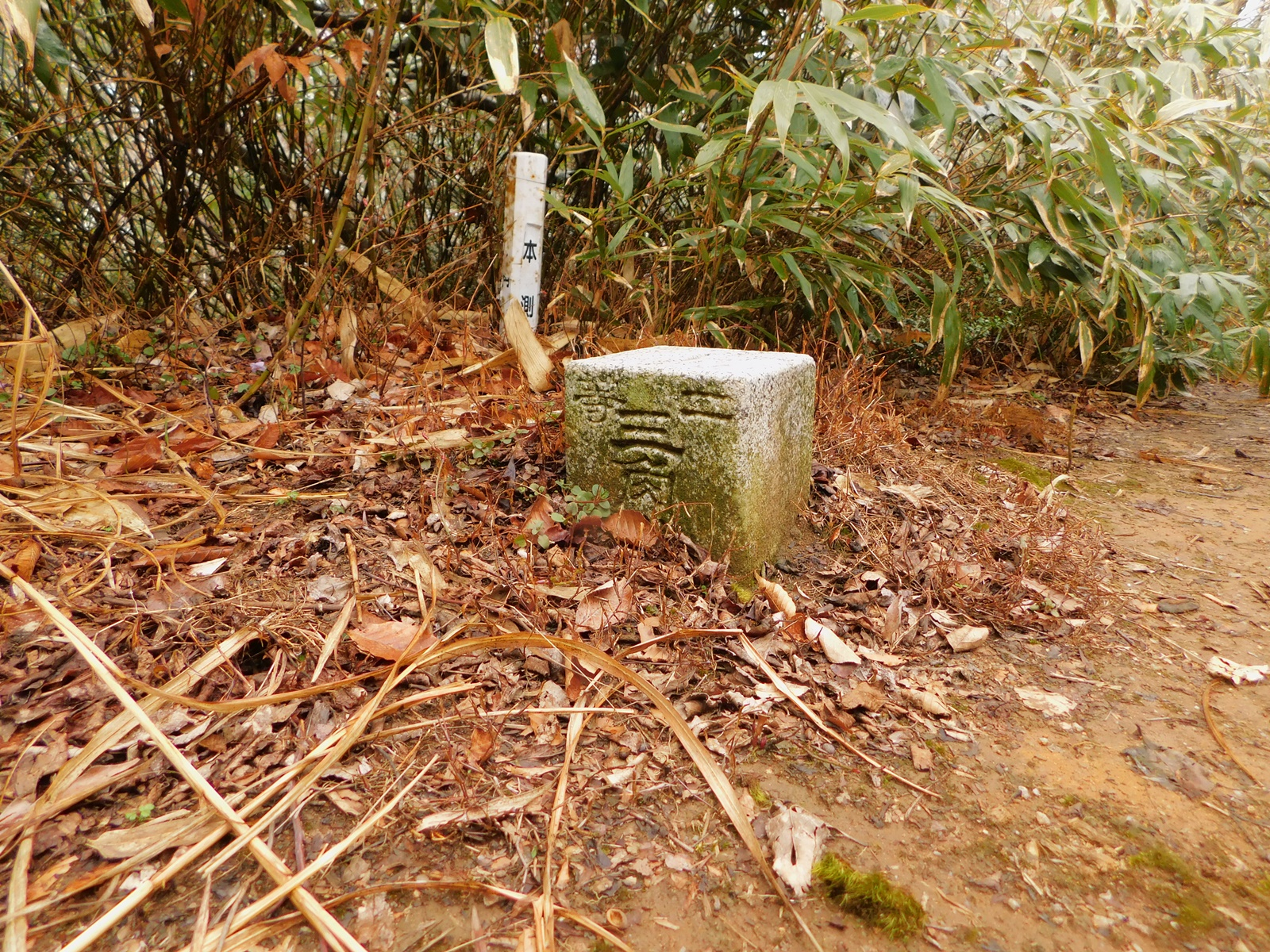
二等三角点
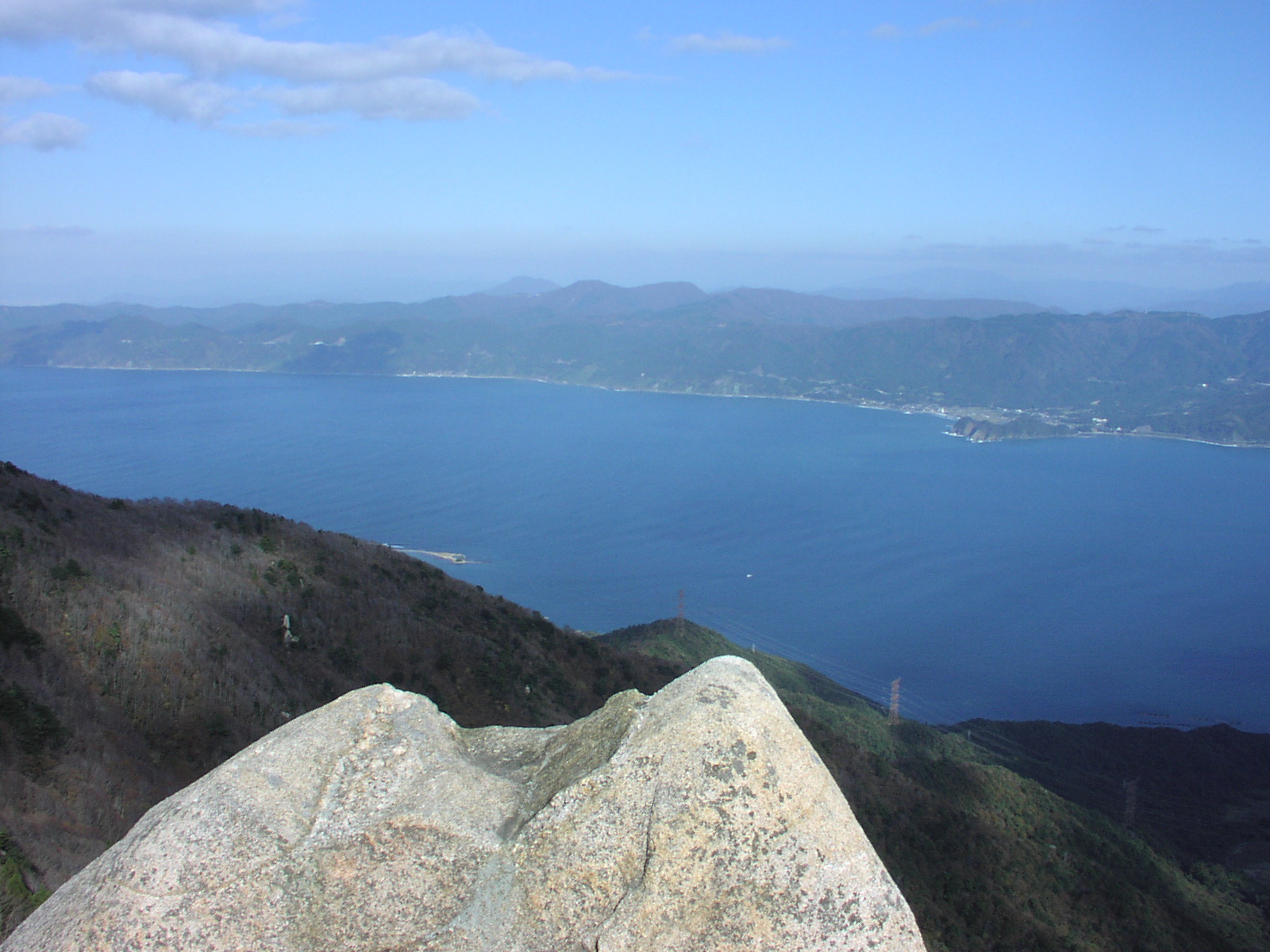
山頂より東側を望む、水島が見えている。
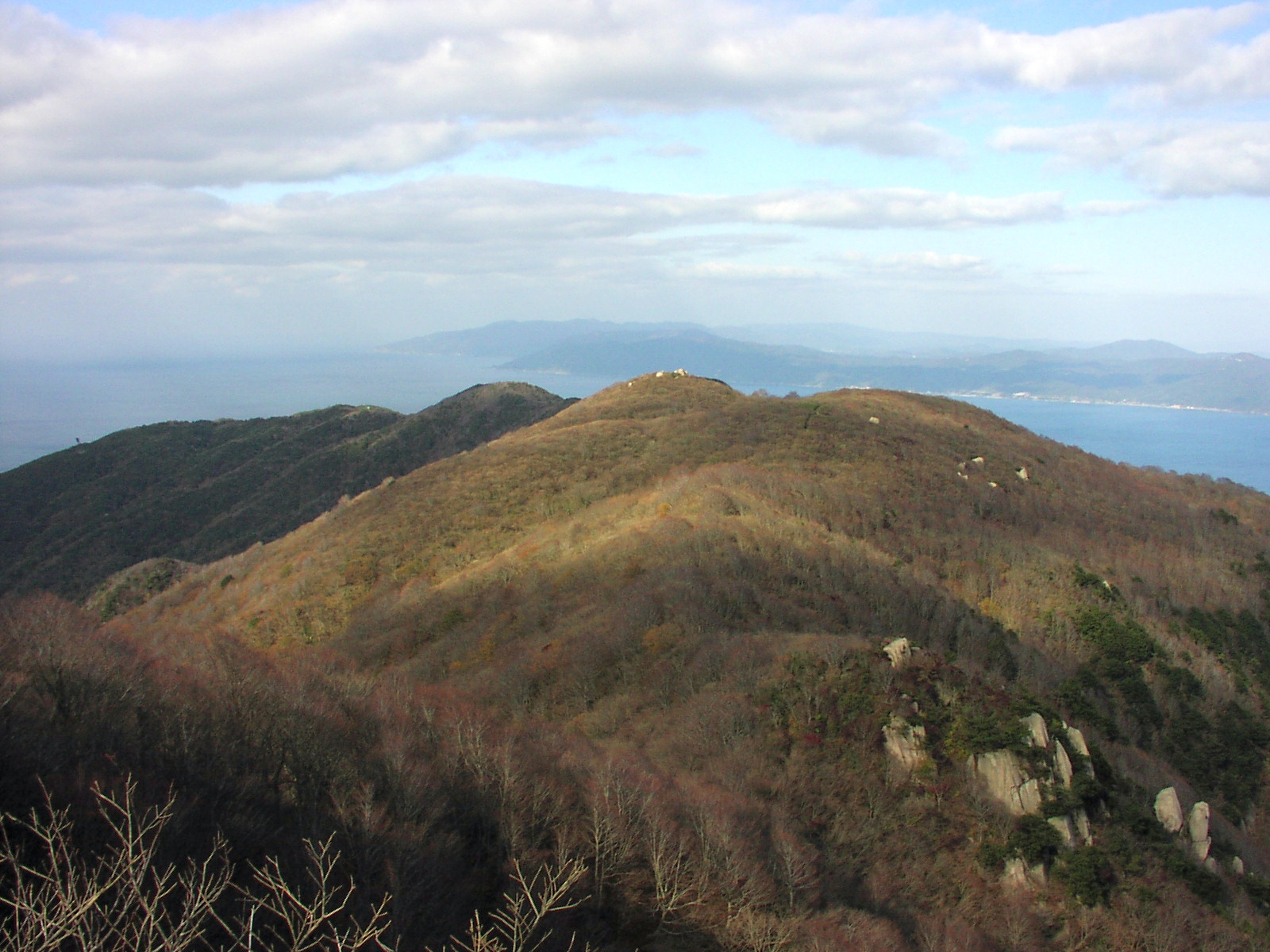
山頂より蠑螺ヶ岳方面を望む。
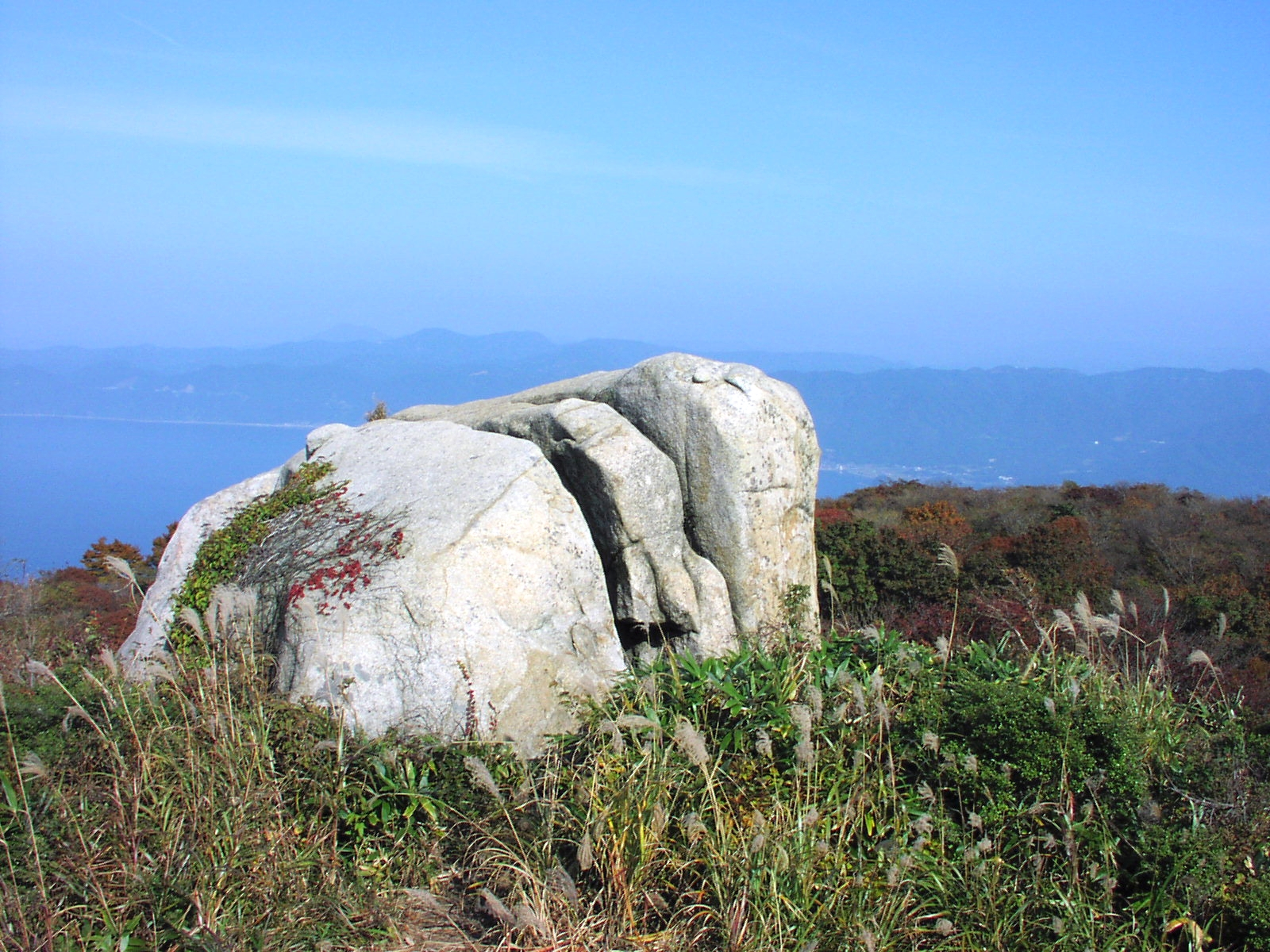
カモシカ台

## 自然

### 地質
敦賀半島全域に中生代末に形成された花崗岩帯が分布しており、花崗岩特有の風化地形がみられ、沿岸部には海食崖、海食棚、真砂土による砂浜がある。また半島中央の山岳部である西方ヶ岳と北に連なる蠑螺ヶ岳も、福井県内にある山のなかでは珍しく、すべて花崗岩で構成されている。そして、この花崗岩のみの山中には、かもしか台やオーム岩など多くの奇岩が存在している。

### 植生
海岸から、いきなり標高を稼ぐこの西方ヶ岳においては、その植生が下界では暖地性のものであるのに対し、西方ヶ岳山頂付近には天然のブナ林が広がっているなどと、垂直分布図の模型のように植物の種類が豊富であり、しかも、冬の季節風に曝されるということもあって少々変わった特徴がある。西方ヶ岳の森林植生帯は、標高毎に次のようになっている、70 mまでアカマツ林、70-220 m：スダジイ林、220-230 m：コナラ林、230-450 m：コナラ・ミズナラ林、450-550 m：ミズナラ・イヌブナ林、550-764 m：ブナ林。
また、西方ヶ岳と北の蠑螺ヶ岳の山頂間の尾根道は、夏にはドウダンツツジやベニドウダンが咲き乱れ、その他にも季節によってササユリやサツキ、イカリソウやイワウチワなどの生えている草木を愛でることができる。